# Roslagen

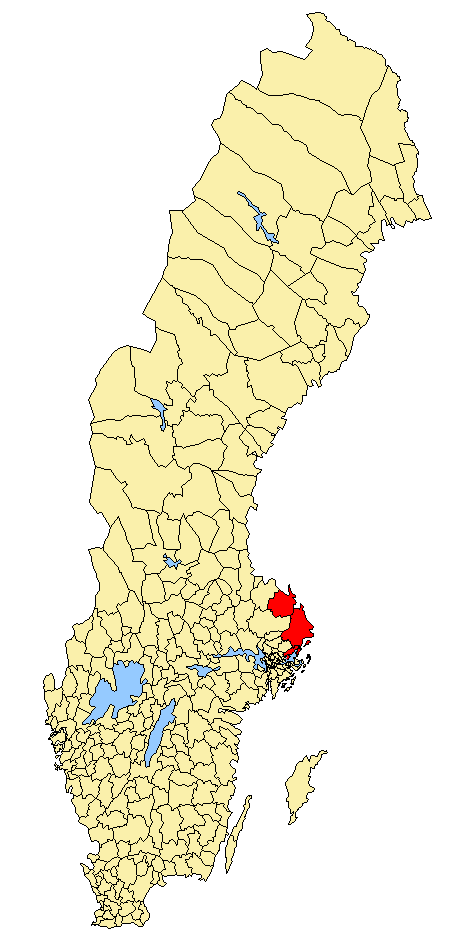
De regio Roslagen

Roslagen is de naam van de kuststreek van de Zweedse landschap Uppland, en omvat ook het noordelijke deel van de scherenkust van Stockholm.
Het is geen officiële regio, en daarom liggen de grenzen ervan ook niet exact vast. In het verleden werd een veel groter gebied rond de Oostzee tot Roslagen gerekend, inclusief het oostelijke deel van het Mälarmeer.
De naam werd voor zover bekend voor het eerst beschreven in 1493 als "Rodzlagen". Voordien werd de regio "Roden" genoemd, wat etymologisch is afgeleid van rodslag, een oude streekbenaming voor de bemanning van militaire roeiboten.

Vlag van Roslagen